# Choi Ri
Choi Ri (최리?, Choe RiLR; Contea di Geochang, 29 giugno 1995) è un'attrice sudcoreana.
Per il suo primo ruolo nel film storico del 2016 Gwihyang, ai Grand Bell Awards è stata nominata come Miglior nuova attrice e ha vinto il premio Stella nascente.

## Filmografia

### Cinema
- Gwihyang (귀향?), regia di Cho Jung-rae (2016)
- Jeon haksaeng (전학생?) (2016)
- Sun-i (순이?) (2017)
- Gwihyangm kkeunnaji anh-eun i-yagi (귀향, 끝나지 않은 이야기?), regia di Cho Jung-rae (2017)
- Geugeonman-i nae sesang (그것만이 내 세상?), regia di Choi Sung-hyun (2018)

### Televisione
- Bur-eora mipung-a (불어라 미풍아?) – serie TV (2016)
- Sseulsseulhago challanhasin - Dokkaebi (쓸쓸하고 찬란하神 – 도깨비?) – serie TV (2016-2017)
- Manyeo-ui beopjeong (마녀의 법정?) – serie TV (2017)
- Eurachacha Waikiki (으라차차 와이키키?) – serie TV (2018)
- Iri-wa an-ajwo (이리와 안아줘?) – serie TV (2018)
- My First First Love (첫사랑은 처음이라서?) – serie TV (2019)
- Bulg-eun dansim (붉은 단심?) – serie TV (2022)

## Premi e riconoscimenti
- Asia Model Festival Awards 2016
  - Vinto - Premio nuova stella
- Grand Bell Awards 2016
  - Nomination - Miglior nuova attrice e Premio stella nascente per Gwihyang[2]
- Golden Cinema Film Festival 2018
  - Vinto - Miglior nuova attrice per Geugeotmani nae sesang[3]

## Doppiatrici italiane
Nelle versioni in italiano dei suoi film, Choi Ri è stata doppiata da:
- Marta Giannini in My First First Love